# Kiko Vilas Boas
Kiko Vilas Boas, pseudonimo di Francisco José Vilas Boas Pereira (Barcelos, 8 settembre 1999), è un calciatore portoghese, difensore del Chaves.

## Carriera
Vilas Boas ha trascorso i primi anni di carriera in quinta divisione, nel Campeonato de Portugal ed in Terceira Liga indossando le maglie di Santa Maria, Gil Vicente, Brito, São Martinho e Sanjoanense.
Il 4 luglio 2023 è stato ingaggiato dal Gil Vicente, dove aveva militato dal 2017 al 2018, facendo un doppio salto di categoria. Ha debuttato in Primeira Liga il 17 settembre nell'incontro vinto 5-3 contro l'Estoril Praia.

## Statistiche

### Presenze e reti nei club
Statistiche aggiornate al 4 dicembre 2023.
| Stagione        | Squadra         | Campionato      | Campionato | Campionato | Coppe nazionali | Coppe nazionali | Coppe nazionali | Coppe continentali | Coppe continentali | Coppe continentali | Altre coppe | Altre coppe | Altre coppe | Totale | Totale | Totale |
| Stagione        | Squadra         | Comp            | Pres       | Reti       | Comp            | Pres            | Reti            | Comp               | Pres               | Reti               | Comp        | Pres        | Reti        | Pres   | Reti   |        |
| --------------- | --------------- | --------------- | ---------- | ---------- | --------------- | --------------- | --------------- | ------------------ | ------------------ | ------------------ | ----------- | ----------- | ----------- | ------ | ------ | ------ |
| 2016-2017       | Santa Maria     | 5D              | 5          | 0          |                 | -               | -               |                    | -                  | -                  |             | -           | -           | 5      | 0      |        |
| ago. 2018       | Gil Vicente     | CdP             | 1          | 0          | CP              | 0               | 0               |                    | -                  | -                  |             | -           | -           | 1      | 0      |        |
| 2018-2019       | Santa Maria     | 5D              | 22         | 0          |                 | -               | -               |                    | -                  | -                  | T           | 2           | 0           | 24     | 0      |        |
| 2019-2020       | Brito           | 5D              | 25         | 0          |                 | -               | -               |                    | -                  | -                  |             | -           | -           | 25     | 0      |        |
| 2020-2021       | Brito           | CdP             | 16         | 0          | CP              | 1               | 0               |                    | -                  | -                  |             | -           | -           | 17     | 0      |        |
| 2021-2022       | São Martinho    | CdP             | 27         | 0          | CP              | 2               | 0               |                    | -                  | -                  |             | -           | -           | 29     | 0      |        |
| 2022-2023       | Sanjoanense     | TL              | 27         | 0          | CP              | 3               | 0               |                    | -                  | -                  |             | -           | -           | 30     | 0      |        |
| 2023-2024       | Gil Vicente     | PL              | 4          | 0          | CP+CdL          | 0+2             | 0               |                    | -                  | -                  |             | -           | -           | 6      | 0      |        |
| Totale carriera | Totale carriera | Totale carriera | 127        | 0          |                 | 8               | 0               |                    | -                  | -                  |             | 2           | 0           | 137    | 0      |        |